# Haematopota stimulans
Haematopota stimulans är en tvåvingeart som beskrevs av Austen 1908. Haematopota stimulans ingår i släktet Haematopota och familjen bromsar. Inga underarter finns listade i Catalogue of Life.